# Arpaia
Arpaia är en ort och kommun i provinsen Benevento i regionen Kampanien i Italien. Kommunen hade 2 046 invånare (2017).